# Allemagne aux Jeux olympiques d'hiver de 1932
L'Allemagne participe aux Jeux olympiques d'hiver de 1932 organisés à Lake Placid, aux États-Unis. La délégation allemande remporte deux médailles de bronze et se classe au neuvième rang du tableau des médailles. Elle compte 20 athlètes, tous masculins.

## Médaillés
| Médaille                            | Nom                                                   | Sport            | Compétition         |
| ----------------------------------- | ----------------------------------------------------- | ---------------- | ------------------- |
| Médaille de bronze, Jeux olympiques | Sebastian Huber Hanns Kilian Max Ludwig Hans Mehlhorn | Bobsleigh        | Bob à quatre hommes |
| Médaille de bronze, Jeux olympiques | Équipe d'Allemagne de hockey sur glace                | Hockey sur glace | Hommes              |